# 重安穐之助
重安 穐之助（しげやす あきのすけ、1898年（明治31年）6月23日 - 1978年（昭和53年）2月6日）は、大日本帝国陸軍軍人。最終階級は陸軍少将。

## 経歴
山口県出身。1921年（大正10年）7月、陸軍士官学校第33期卒業。1928年（昭和3年）陸軍大学校第40期卒業。
1938年（昭和13年）3月、北支那方面軍参謀に補され、支那事変に出征する。1939年（昭和14年）3月、陸軍大学校教官に転じ、1941年（昭和16年）3月、陸軍大佐に進む。大東亜戦争では第1軍高級参謀となり、ついで第2方面軍作戦参謀、同軍参謀副長を務めニューギニア戦線を指揮した。1945年（昭和20年）3月、陸軍少将に進んだのち同年6月に本土決戦に備えるため第13方面軍参謀副長に任じ、名古屋で防衛陣地を構築中に終戦を迎えた。
1947年（昭和22年）11月28日、公職追放仮指定を受けた。